# Дяговичи
Дяговичи (бел. Дзягавічы) — деревня в составе Краснобудского сельсовета Кричевского района Могилёвской области Республики Беларусь. Расположена в 15 км на северо-восток от Кричева и в 119 км от Могилёва.

## История
Поселение известно из письменных источников с XVIII века, как село в Кричевском старостве Мстиславского воеводства, государственная собственность. После первого раздела Речи Посполитой (1772) поселение в составе Российской империи. В 1779 году насчитывало 48 дворов и 257 жителей, находилась в Кричевском старостве Климовичского повета, собственность помещика. Рядом с деревней находилось поместье, хозяин которого в 1830 году в разных местах владел 9341,5 десятинами земли и имел 2 водяные мельницы. В 1850 году — 68 дворов и 179 жителей, в 1885 году — 82 двора и 530 жителей. В 1905 году открыта казённая винная лавка. В 1909 году уже 128 дворов и 843 жителя. В 1912 году открыта земская школа.
С 1922 года работает ветряная мельница. В 1925 году в сельской школе обучалось 63 ученика (местные и с близлежащих хуторов). В 1926 году деревня насчитывала 208 дворов и 1335 жителей. В 1930 году организован колхоз «Май», который в 1932 году объединял 64 хозяйства. В 1939 году с близлежащих хуторов было переселено в Дяговичи 132 двора. С июля 1941 года до 30 сентября 1943 года оккупирована немецко-фашистскими захватчиками.
В 2002 году колхоз «Дяговичи» был объявлен банкротом — это первое официальное банкротство белорусского колхоза.

## Памятные места
Около здания конторы совхоза «Дяговичи» в 1982 году установлен обелиск в память 220 земляков погибших в Великой Отечественной войне.

## Известные уроженцы
- Манина, Елена Ивановна — Герой Социалистического Труда (1968) за обучение и воспитание учеников[1][4][5].